# Одран, Клод Первый, или Старший
Клод Одра́н Первый, или Старший (фр. Claude Audran I; 25 августа 1597, Париж — 18 ноября 1675, Лион) — французский живописец, рисовальщик и гравёр. Один из родоначальников большой семьи французских художников, происходивших из Лиона, но работавших в Париже. Клод Одран Первый был младшим братом и учеником Шарля Одрана (1594—1674), рисовальщика-орнаменталиста и гравёра на меди.

## Семья Одранов

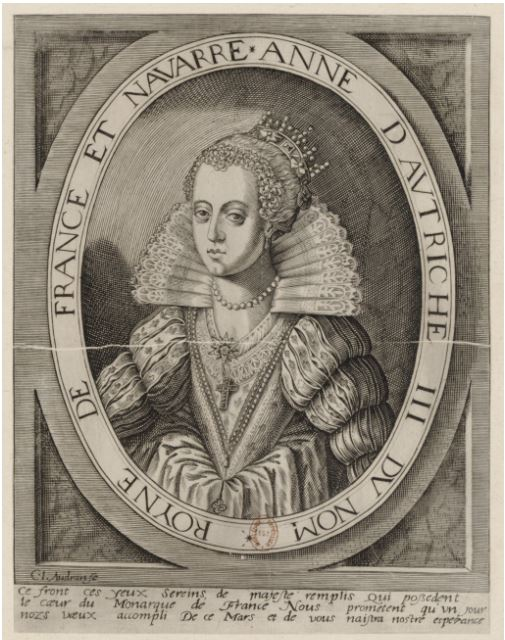
Портрет Анны Австрийской. Гравюра Клода Одрана Первого. 1615

Сын Клода Одрана Первого — Клод Одран Второй (1639—1684) — был живописцем. Другой сын — Жермен Одран (1631—1710), гравёр, и третий сын, самый известный, Жерар Второй (1640—1703) — гравёр, выдающийся мастер портрета и орнаментальной гравюры эпохи «большого стиля» короля Людовика XIV. Но наибольшую славу со временем приобрёл сын Жермена, внук Клода Первого и племянник Жерара Одрана Второго — Клод Одран Младший, или Третий. Он работал в Париже с 1692 года.

## Творчество Клода Одрана Первого
Клод Одран Первый, получив некоторые навыки гравирования от Шарля Одрана, переехал в Лион. Неизвестно, посещал ли он Рим. Его гравюры, подписанные «Клод Одран» (Claude Audran), «Кл. Одран» (Cl. Audran) либо «С» (С), выполнены в манере голландского гравёра Корнелиса Корта, Агостино Карраччи и Вилламена, Франческо Франческо Вилламены. В основном это портреты, орнаментальные и аллегорические композиции.